# Tanacetum gracilicaule
Tanacetum gracilicaule — вид рослин з роду пижмо (Tanacetum) й родини айстрових (Asteraceae).

## Середовище проживання
Ендемік Португалії.